# Karlo Vragović
Karlo Vragović (ur. 13 maja 1989 w Zagrzebiu) – chorwacki koszykarz, występujący na pozycji rozgrywającego, od 2023 zawodnik KK Dubravy.
13 stycznia 2021 dołączył do Asseco Arki Gdynia. 3 listopada 2023 zawarł kolejną w karierze umowę z chorwackim klubem KK Dubrava.

## Osiągnięcia
Stan na 26 listopada 2023, na podstawie, o ile nie zaznaczono inaczej.
Drużynowe
- Mistrz I ligi tureckiej (2019 – II poziom rozgrywkowy)
- Wicemistrz I ligi tureckiej (2018)
- Zdobywca Pucharu Bośni i Hercegowiny (2014)

Indywidualne
- Zaliczony do I składu kolejki EBL (22 – 2020/2021)[6]
- Uczestnik meczu gwiazd ligi chorwackiej (2010)

Reprezentacja
- Uczestnik mistrzostw Europy:
  - U–16 (2005 – 8. miejsce)
  - U–18 (2007 – 7. miejsce)
  - U–20 (2009 – 8. miejsce)